# Victor Hay, 21. Earl of Erroll

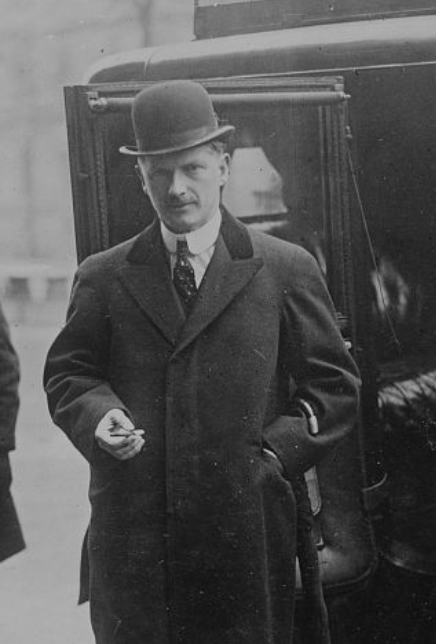
Victor Hay, 21. Earl of Erroll, 1920

Victor Alexander Sereld Hay, 21. Earl of Erroll, KCMG (* 17. Oktober 1876 in Kensington, London; † 20. Februar 1928 in Koblenz), war ein britischer Diplomat und Schriftsteller. Von 1921 bis zu seinem unerwarteten Tod 1928 war er der Hohe Kommissar Großbritanniens in der Interalliierten Rheinlandkommission (IRKO) in Koblenz.

## Leben

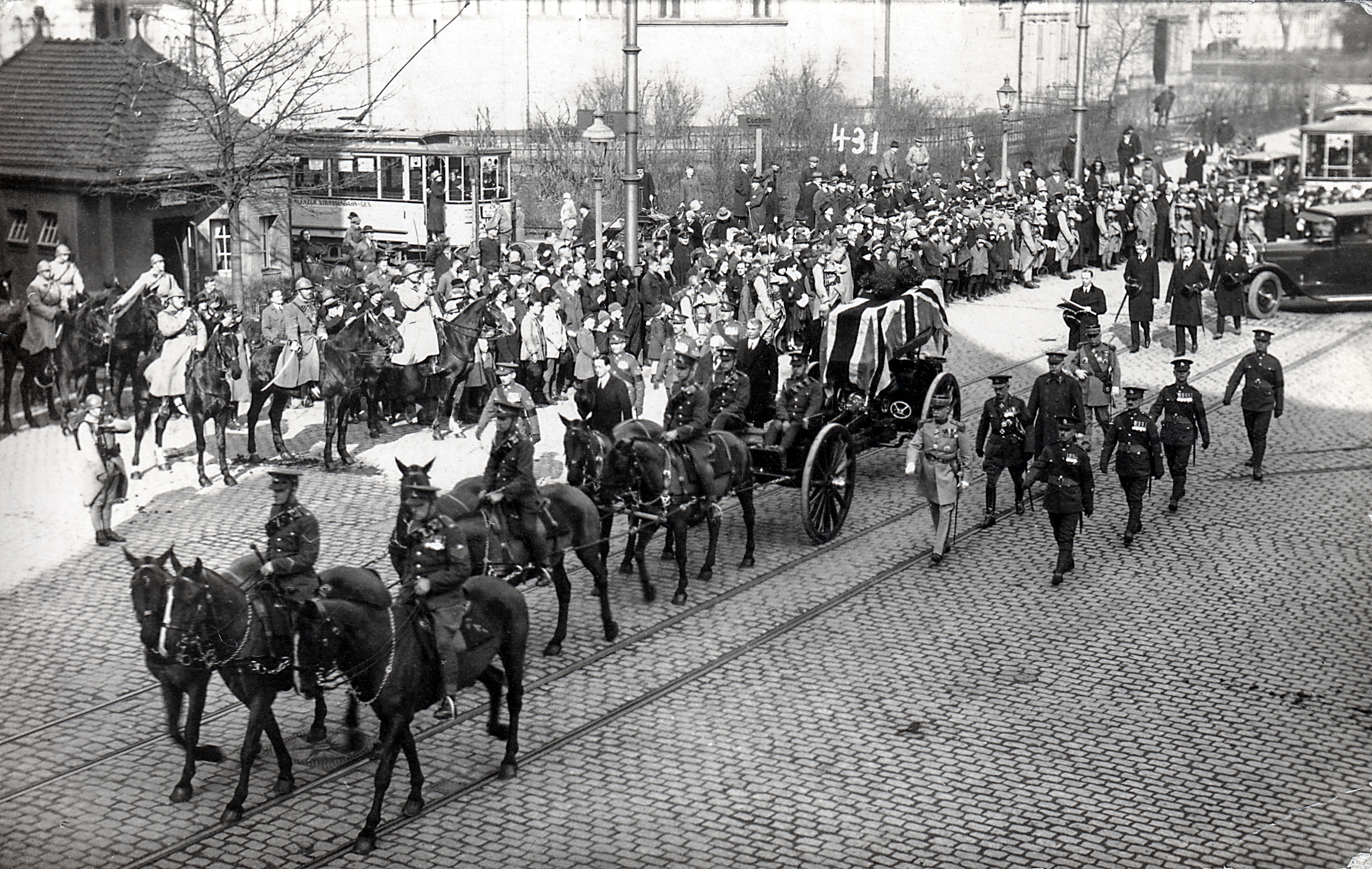
Trauerzug für den Earl of Erroll in der Innenstadt von Koblenz (Kreuzung Kaiser-Wilhelm-Ring und Löhrstraße), 23. Februar 1928

Victor Hay wurde am 17. Oktober 1876 als erster Sohn des Charles Gore Hay, 20. Earl of Erroll (1852–1927), und seiner Frau Mary Caroline L’Estrange (1849–1934) geboren. Er wuchs im Slains Castle in Aberdeenshire (Schottland) auf, das ihm später als Vorbild für das Gowrie Castle in seinem 1903 erschienenen Roman Ferelith diente.
Mit dem Tod des Vaters am 8. Juli 1927 gingen dessen Titel als 21. Earl of Erroll, 21. Lord Hay und 4. Baron Kilmarnock sowie das Staatsamt des
Lord High Constable of Scotland auf ihn über. Mit der Baronie Kilmarnock war unmittelbar ein Sitz im House of Lords verbunden.
Victor Hay verstarb in der Nacht vom 19. auf den 20. Februar 1928 unerwartet an einem Herzinfarkt. Seine Beisetzung fand am 23. Februar 1928 in Koblenz statt. Der erste Teil des Trauergottesdienstes wurde, wie schon während der amerikanischen Besatzungszeit üblich, in der Kapelle des kurfürstlichen Schlosses abgehalten. Nach dem Ende des Zeremonie wurde Hays Sarg auf einer Lafette platziert und, begleitet u. a. von dem britischen Oberbefehlshaber im Rheinland, General William Thwaites, seinem französischen Amtskollegen General Adolphe Guillaumat sowie dem Präsidenten der Interalliierten Rheinlandkommission Paul Tirard und dem belgischen Hohen Kommissar Forthomme, von hier zum Koblenzer Hauptfriedhof gefahren. Den Trauerzug durch die Straßen der Stadt säumten, neben der Koblenzer Bevölkerung, französischen Soldaten als Ehrengarde. Am Friedhof angekommen, wurde Hay nach dem zweiten Teil der Zeremonie auf dem dortigen Alliiertenfriedhof beigesetzt, wo sich sein Grabmal heute noch befindet.

## Wirken als Diplomat und Hoher Kommissar der IRKO
Victor Hay trat 1900 in den diplomatischen Dienst ein. Nach Stationen in Brüssel (1901), Wien, Stockholm, Tokio und Kopenhagen kam er nach der Wiederaufnahme der diplomatischen Beziehungen zwischen Großbritannien und dem Deutschen Reich nach Berlin, wo er bis zur Ankunft des neuen britischen Botschafters Lord D’Abernon als Chargé d’affaires fungierte. Nach der Abberufung von Malcolm Arnold Robertson, der das Amt erst seit dem 10. Oktober 1920 bekleidet hatte, wurde Hay im Dezember 1921 der neue britische Hohe Kommissar bei der Interalliierten Rheinlandkommission in Koblenz. Der kommandierende General der American Forces in Germany, Henry T. Allen, der in dieser Funktion auch High Observer bei der Rheinlandkommission war, zeigte sich in der Folge aber sehr unzufrieden mit der Arbeit von Lord Kilmarnock in der Kommission. Allen musste feststellen, dass Hay nicht in der Lage war, über Prinzipien zu streiten und er in der Kommission Tirard zu viel Entgegenkommen zeigte. Auf persönlicher Ebene verstand er sich hingegen gut mit Lord und Lady Kilmarnock. Victor Hay blieb bis zu seinem plötzlichen Tod am 20. Februar 1928 der britische Hohe Kommissar in Koblenz. Er wurde im Mai 1928 durch William Seeds ersetzt.

## Ehe und Nachkommen
Am 22. Mai 1900 heiratete er Mary Lucy Victoria Makenzie (1875–1957), mit der er zwei Söhne und eine Tochter hatte:
- Josslyn Victor Hay, 22. Earl of Erroll (1901–1941), ⚭ (1) 1923–1930 Lady Myra Idina Gordon, Tochter des 8. Earl De La Warr, ⚭ (2) 1930 Edith Mildred Mary Agnes Ramsay-Hill;
- Gilbert Allan Rowland Boyd, 6. Baron Kilmarnock (1903–1975), ⚭ (1) 1926–1955 Hon. Rosemary Sibell Guest, Tochter des 1. Viscount Wimborne, ⚭ (2) 1955 Denise Aubrey Doreen Coker;
- Lady Rosemary Constance Ferelinth Hay (1904–1944), ⚭ (1) 1924–1935 Rupert Sumner Ryan, ⚭ (2) 1935 James Frank Gresham.

## Werke
- Ferelith, 1903
- The Chalk Line (Theaterstück), 1922 Uraufführung in Köln[8]
- The Dream Kiss (Theaterstück), 1924[9]
- The Anonymous Letter (Theaterstück), 1927